# Oranjevereniging
Een Oranjevereniging is een vereniging in Nederland die zich bezighoudt met een aantal uiteenlopende activiteiten, meestal rond Koningsdag, maar ook in de rest van het jaar. Meestal verzorgt de Oranjevereniging ook de activiteiten rond 4 en 5 mei. Bijna iedere gemeente heeft wel één of meerdere Oranjeverenigingen, meestal één per kern, zoals de gemeente Katwijk, die er vier heeft. Soms hebben twee kleine kernen één Oranjevereniging, zoals het geval is bij Leuvenum en Staverden.
De oudste vereniging komt uit Bathmen en is opgericht in 1814. Dit was als gevolg van het bezoek van de toenmalige erfprins, Koning Willem II, aan Bathmen vanwege de kampementen in Bathmen van Nationale Militie, Kozakken en Pruisen die de stad Deventer belegerden, waar nog de laatste resten van het Franse leger stand hielden. In allerijl werd toen door de Bathmense bevolking een Oranje comité opgericht om de verbondenheid met het teruggekeerde huis van Oranje ter plaatse vorm te geven.
De Oranjeverenigingen bundelen hun krachten samen in de Bond van Oranjeverenigingen.

## Activiteiten
Oranjeverenigingen houden zich bijvoorbeeld bezig met de volgende activiteiten:
- aubade
- feestavonden
- kermis
- kindermiddagen
- kaartavonden
- Oranjemarkten
- optochten
- ringsteken